# Extrakorporální membránová oxygenace

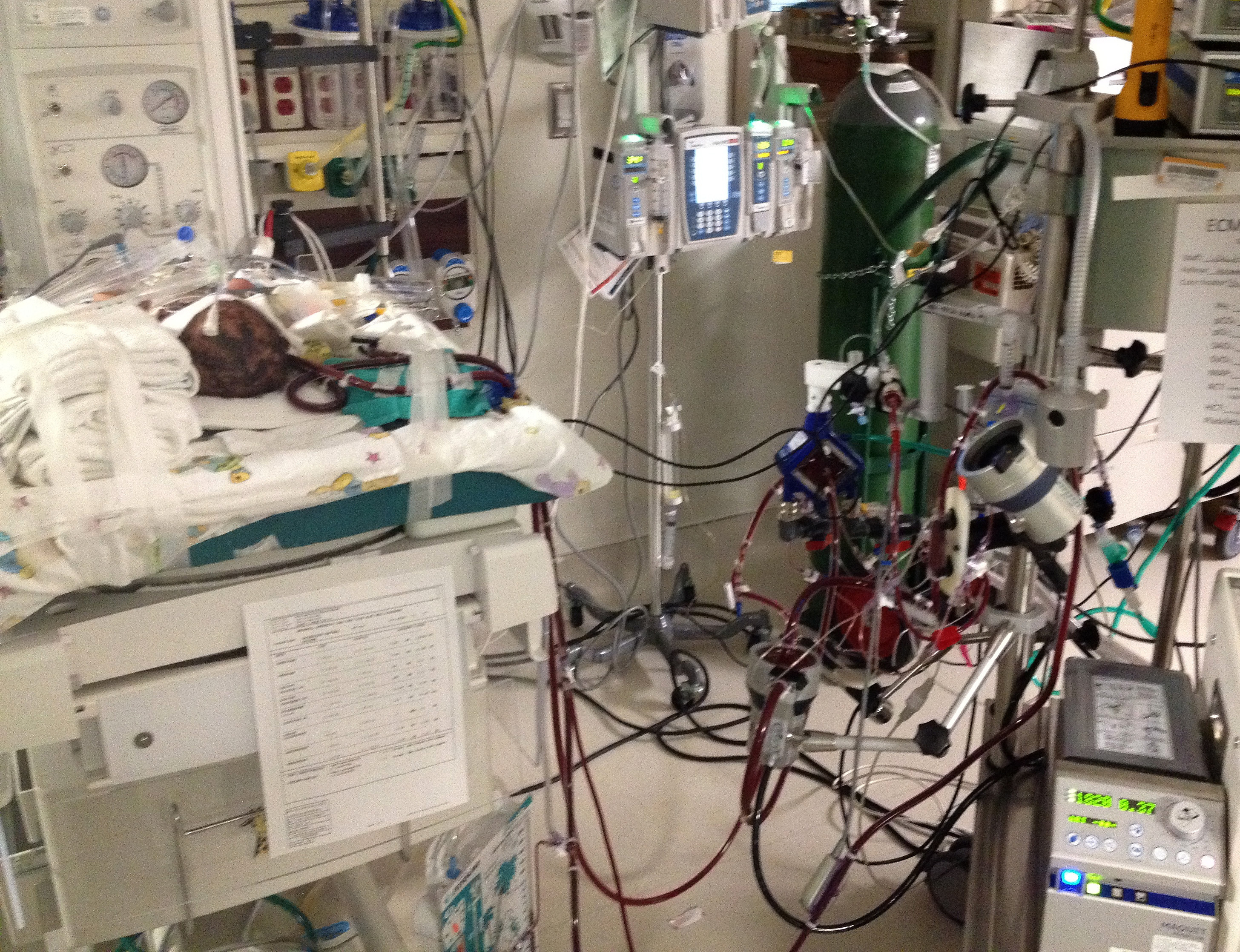
ECMO

Extrakorporální membránová oxygenace (ECMO, Extracorporeal membrane oxygenation), známá také jako mimotělní podpora života (ECLS), je mimotělní technika poskytování srdeční a respirační podpory osobám, jejichž srdce a plíce nejsou schopny poskytnout dostatečné množství výměny plynu nebo perfúze k udržení života. Technologie ECMO je do značné míry odvozena od kardiopulmonálního bypassu, který poskytuje krátkodobou podporu se zastaveným nativním oběhem.
Zařízení bylo z většiny používáno u dětí. Začíná se ale více využívat u dospělých se srdečním a respiračním selháním, zejména při léčbě virové pneumonie (nazvané covid-19) způsobené koronavirem SARS-CoV-2. ECMO pracuje tak, že odebírá krev z těla osoby a uměle odstraňuje oxid uhličitý a okysličuje červené krvinky. Obecně se používá buď po kardiopulmonálním bypassu, nebo při léčbě osob s těžkým srdečním selháním a/nebo plicním selháním v pozdním stádiu, ačkoli se nyní v některých centrech používá k léčbě zástavy srdce, což umožňuje léčbu základní příčiny zástavy při podpoře oběhu a okysličení.

## Historie
Přístroj byl vyvinut v 50. letech 20. století Johnem Gibbonem a poté zdokonalen C. Waltonem Lilleheim. První použití pro novorozence bylo v roce 1965.

## Indikace

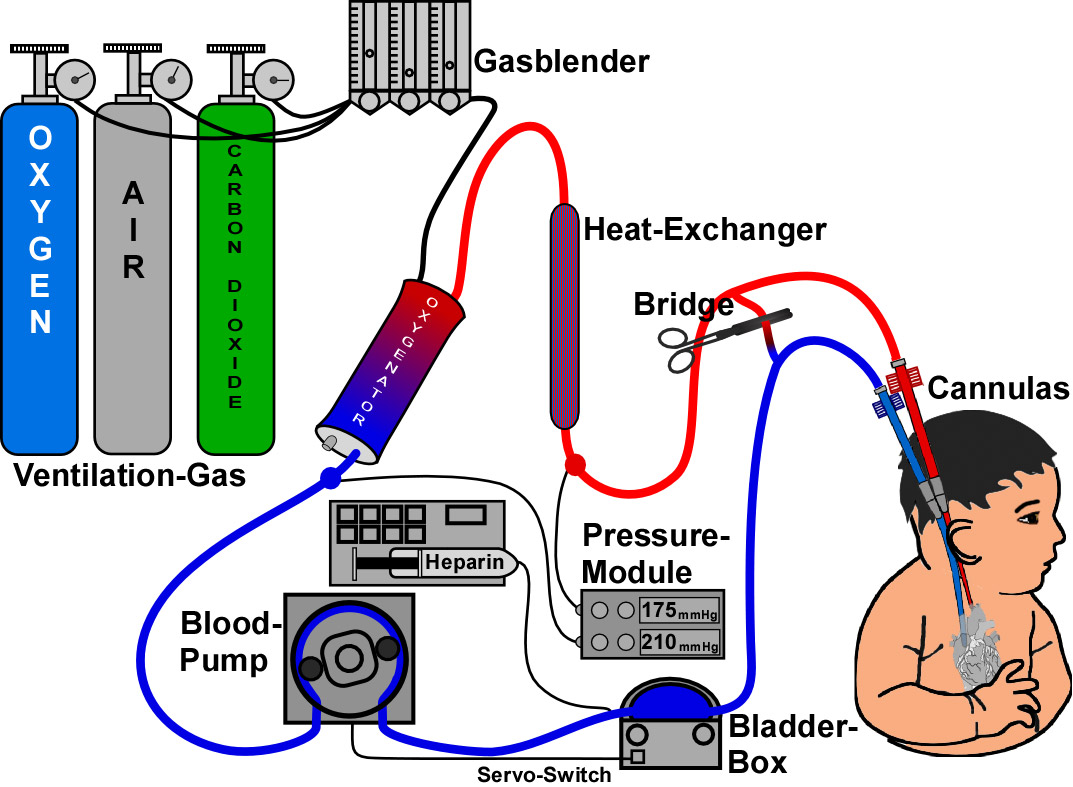
Nákres použití

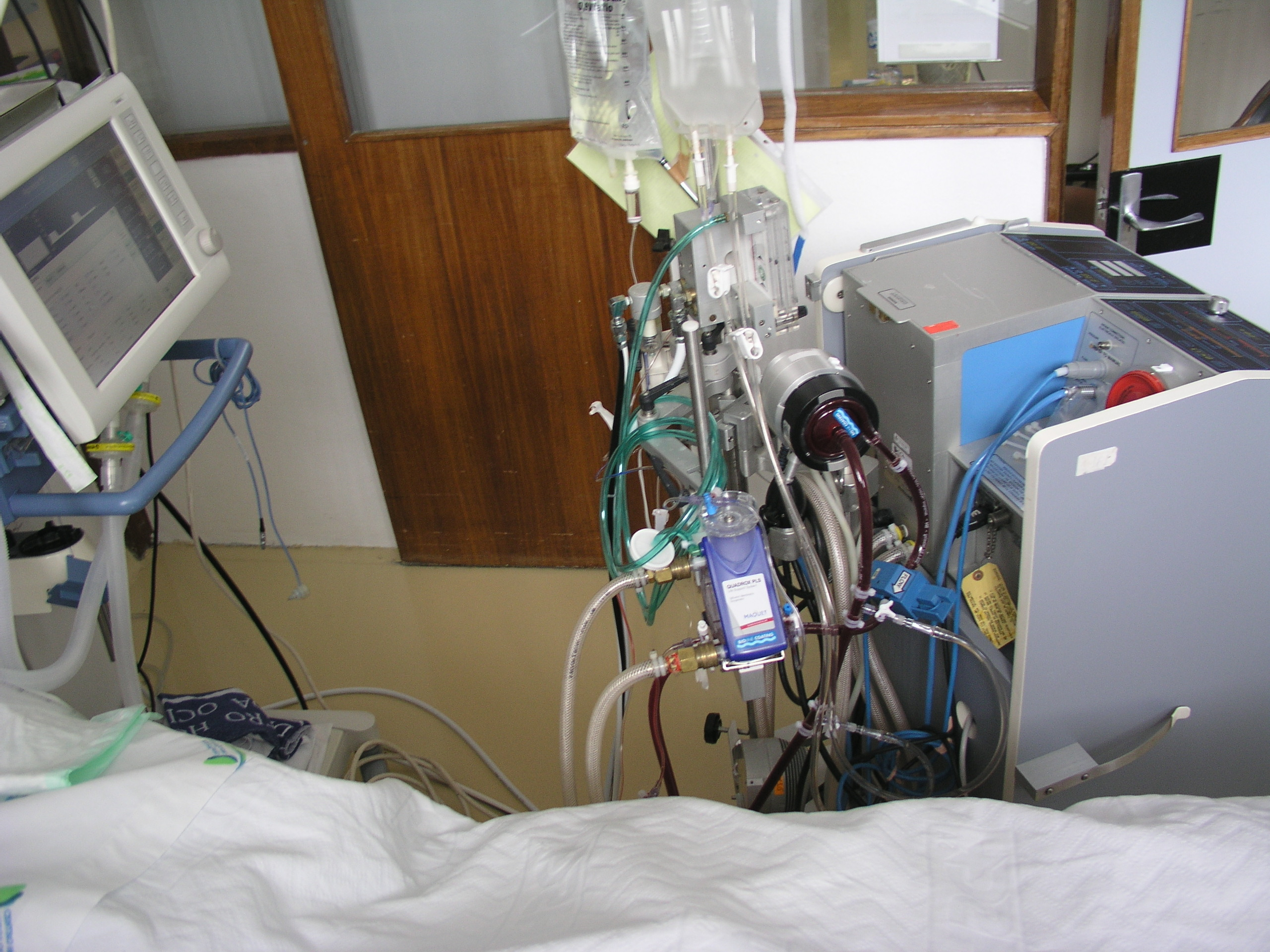
ECMO

Pokyny, které popisují indikace a praxi ECMO, zveřejňuje organizace Extracorporeal Life Support Organization (ELSO). Kritéria pro zahájení ECMO se liší podle instituce, ale obecně zahrnují akutní závažné srdeční nebo plicní selhání, které je potenciálně reverzibilní a neodpovídá konvenční léčbě. Příklady klinických situací, které indikují využití ECMO, zahrnují následující:
- Hypoxemické respirační selhání s poměrem arteriálního napětí kyslíku k frakci inspirovaného kyslíku (PaO2 / FiO2) <100 mmHg, navzdory optimalizaci nastavení ventilátoru, včetně frakce inspirovaného kyslíku (FiO2), pozitivního tlaku na konci výdechu (PEEP), a poměr inspirace k expiraci (I: E)
- Hyperkapnicové respirační selhání s arteriálním pH <7,20
- Refrakterní kardiogenní šok
- Srdeční zástava
- Selhání odstavení z kardiopulmonálního bypassu po srdeční operaci
- Jako most k transplantaci srdce nebo umístění ventrikulárního pomocného zařízení
- Jako most k transplantaci plic

U pacientů se zástavou srdce nebo kardiogenním šokem se zdá, že zvyšuje šanci k přežití a dobré výsledky.

### Použití u pacientů onemocněním covid-19
Počínaje začátkem února 2020 lékaři v Číně stále více využívali ECMO jako doplňkovou podporu pro pacienty s akutním zápalem plic způsobeným onemocněním covid-19, když i po ventilaci zůstávají hladiny kyslíku v krvi příliš nízké pro přežití pacienta. Počáteční zprávy naznačují, že napomáhá obnovit saturaci kyslíkem v krvi pacientů a snížit úmrtnost u přibližně 3 % závažných případů, kdy byla použita.

## Kontraindikace
Většina kontraindikací je relativní a vyvažuje rizika postupu (včetně rizika použití cenných zdrojů, které by mohly být použity pro ostatní), s potenciálními přínosy. Relativní kontraindikace jsou:
1. Podmínky, které nejsou slučitelné s běžným životem, pokud se osoba zotaví
2. Preexistické stavy, které ovlivňují kvalitu života (stav CNS, malignita v konečném stadiu, riziko systémového krvácení s antikoagulací)
3. Věk
4. Marnost: ti, kteří jsou příliš nemocní, byli na konvenční terapii příliš dlouho nebo mají fatální diagnózu.

## Typy

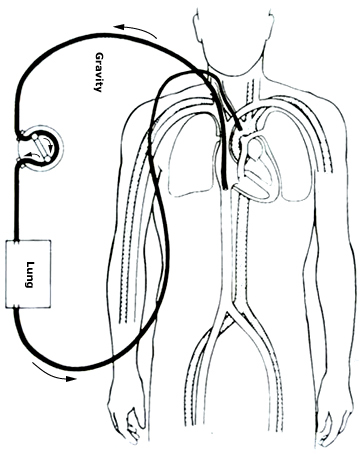
Venoarteriální (VA) ECMO pro srdeční nebo respirační selhání.

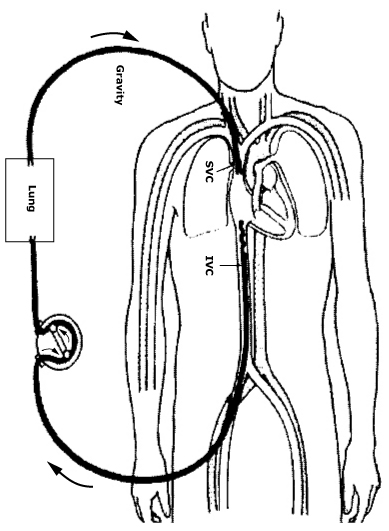
Veno-venózní (VV) ECMO pro respirační selhání.

Existuje několik forem ECMO; dva nejčastější jsou venoarteriální (VA) ECMO a veno-venózní (VV) ECMO. V obou modelech je krev odebíraná z žilního systému okysličována mimo tělo. Ve VA ECMO se tato krev vrací do arteriálního systému a ve VV ECMO se krev vrací do žilního systému. Ve VV ECMO není poskytována žádná srdeční podpora.

### Venoarteriální
Ve venoarteriální (VA) ECMO je venózní kanyla obvykle umístěna do pravé nebo levé běžné femorální žíly pro extrakci a arteriální kanyla je obvykle umístěna do pravé nebo levé femorální tepny pro infuzi. Špička femorální žilní kanyly by měla být udržována v blízkosti křížení dolní duté žíly a pravé síně, zatímco špička femorální arteriální kanyly je udržována v iliální tepně. U dospělých je výhodný přístup k femorální tepně, protože inzerce je jednodušší. Centrální VA ECMO lze použít, pokud již byl zaveden kardiopulmonální bypass nebo byla provedena nouzová opakovaná sternotomie.

### Veno-venózní
Ve veno-venózním (VV) ECMO jsou kanyly obvykle umístěny do pravé společné femorální žíly pro drenáž a pravé vnitřní jugulární žíly pro infuzi. Alternativně se do pravé vnitřní jugulární žíly zavede duální lumen katétr, který vypouští krev z horních a dolních dutých žil a vrací ji do pravé síně.

## Zahájení
ECMO by měli provádět pouze lékaři, kteří mají školení a zkušenosti s jeho zahájením, udržováním a ukončením. Řízení ECMO je běžně prováděno sestrou, respiračním terapeutem nebo perfuzionistou. Jakmile bylo rozhodnuto, že bude zahájena léčba pomocí ECMO, pacient je antikoagulován intravenózním heparinem, aby se zabránilo srážení tvorby trombu z okysličovadla. Před zahájením je podán a změřen intravenózní bolus heparinu, aby bylo zajištěno, že ACT je mezi 300–350 sekundami. Jakmile je ACT mezi tímto rozsahem, může být zahájena ECMO a po udržovací dávce bude zahájena infuze heparinu.

### Kanylace
Kanyly mohou být umísťovány perkutánně Seldingerovou technikou, relativně přímou a běžnou metodou pro získání přístupu k krevním cévám nebo chirurgickým vyříznutím. Největší kanyly, které mohou být umístěny do cév, se používají k maximalizaci průtoku a minimalizaci smykového napětí.
ECMO potřebné pro komplikace po srdeční operaci lze umístit přímo do příslušných srdečních komor nebo velkých cév.

### Titrace
Po kanylaci a připojení k obvodu ECMO je pomocí hemodynamických parametrů a fyzikálním vyšetřením stanoveno odpovídající množství krve v obvodu ECMO. Cíle udržování perfúze koncových orgánů v ECMO obvodu jsou vyváženy dostatečným fyziologickým průtokem krve srdcem, aby se zabránilo stáze a následné tvorbě krevní sraženiny.